# Sint-Winoksbergen
Sint-Winoksbergen of Bergen (Frans: Bergues) is een vestingstadje en kantonhoofdplaats in het noorden van Frankrijk (in Frans-Vlaanderen) en maakt deel uit van het arrondissement Duinkerke (Franse Westhoek) in het Noorderdepartement. De gemeente telde op 1 januari 2022 3.543 inwoners en heeft een totale oppervlakte van 132 ha. Het Kolme-kanaal verbindt de stad met Veurne en met de Aa bij Waten. In de dertiende eeuw maakte Sint-Winoksbergen als bloeiende handelsstad deel uit van de Vlaamse Hanze van Londen. Op de 22 meter hoge Groenberg bevond zich van 1022 tot de Franse Revolutie (1789) de voor het graafschap Vlaanderen en het bisdom Terwaan belangrijke Abdij van Sint-Winoksbergen.   

## Naam
De plaatsnaam van het dorp heeft een Oudnederlandse herkomst. De oudste vermelding is van ca. 1037, als Berga. Het betreft een zelfstandig naamwoord (enkelvoud) met als betekenis berg. Op een kaart van Malbrancq, rond het jaar 800, is de plaats aangegeven als Grunberga (Groenberg).

## Geschiedenis
De primitieve nederzetting ontstond in het zadel tussen de twee hoogtes van de Groenenberg-heuvel. Op de ene hoogte lag de versterking van de Vlaamse graven, op de andere de Abdij van Sint-Winoksbergen.
Sint-Winoksbergen ontstond in 891 als het castrum Bergense, een primitieve versterking die deel uitmaakte van de verdedigingsgordel die graaf Boudewijn II de Kale opwierp om invallen van de Noormannen af te slaan. Andere castra (burchten) die in deze periode langs de kust van het graafschap Vlaanderen werden opgericht, zijn onder meer Sithiu (het latere Sint-Omaars), Broekburg, Veurne, Gistel, Oudenburg, Aardenburg, Oostburg, Gent, Kortrijk, Ariën-aan-de-Leie en Sint-Vaast (Atrecht).
De plek, gelegen op de twee heuvels van de Groenberg, wordt echter al voor die tijd bewoond. Vermoedelijk bestond er al een nederzetting met een eigen parochiekerk, gewijd aan de heiligen Petrus en Martinus. Deze namen suggereren een relatief hoge ouderdom, die mogelijk opklimt naar de Merovingische tijden. Nieuw gebouwde kerken in dergelijke negende-eeuwse castra werden immers vaak aan Onze-Lieve-Vrouw toegewijd.
Na de bouw van de omwalling kreeg deze kerk een nieuwe rol als burchtkapel en werd omgevormd tot een collegiale kerk, bediend door een kapittel (bestuurscollege) van seculiere kanunniken. Om deze gemeenschap van relikwieën te voorzien, liet graaf Boudewijn II op 30 december 899 of 900 tijdens de plechtige translatio het stoffelijk overschot van de heilige Winok overbrengen vanuit Sint-Omaars. Sindsdien draagt de stad diens naam.
In het jaar 1000 gaf graaf Boudewijn IV met de Baard de aanzet voor de bouw van de Sint-Winokskerk op de heuvel tegenover het castrum. Samen met de kanunniken verhuisden de relieken naar de plaats waar ze tot de Franse Revolutie vereerd zouden worden. Het seculier kapittel werd in 1022 omgevormd tot een benedictijnerabdij, bevolkt door monniken uit de naburige Sint-Bertijnsabdij. Vandaag de dag is de Sint-Winoksabdij een ruïne, op twee torens na, die werden herbouwd om te dienen als baken voor zeelui.
De voor de handel zeer gunstige ligging aan zee en de aanwezigheid van een belangrijk geestelijk centrum als de abdij betekenden een sterke stimulans voor de jonge nederzetting, zeker toen de graven van Vlaanderen er in 1028 een echte burcht bouwden. In 1240 verleende gravin Johanna van Constantinopel Sint-Winoksbergen een eerste keure als vrije, autonome stad die daardoor een nog snellere topografische ontwikkeling kende. De bestuurlijke onafhankelijkheid vond haar uitdrukking in het belfort, waarvan de bouw in 1240 door de gravin werd toegestaan. Bergen werd een haven en een textielcentrum van regionale betekenis, met sedert 1276 een eigen wolmarkt en in de volgende eeuwen ook twee druk bezochte laken- en doekmarkten. De Vlaamse graven gaven de nederzetting een van torens voorziene vestingmuur.
Haar strategische ligging en haar welvaart als bloeiende laken- en linnenstad maakte van Sint-Winoksbergen vaak het strijdtoneel van diverse veldslagen en aanvallen. Met name haar lidmaatschap van de Vlaamse Hanze van Londen was een doorn in het oog van erfvijand Frankrijk. Tijdens de Vlaamse Opstand (1297-1305), begin augustus 1297, veroverde Robert II van Artesië in opdracht van de Franse koning Filips de Schone zonder bloedvergieten de stad, die hij echter reeds op 6 juni 1301 weer moest afstaan aan Willem Van Gulik.
De weversgilden, die in de Vlaamse steden de feitelijke macht in handen hadden, dwongen Lodewijk van Male ertoe de koning Eduard III van Engeland als suzerein te erkennen. Lodewijk verloofde zich in Sint-Winoksbergen met diens dochter Isabella.
Karel VI van Frankrijk nam het plaatsje in op 3 september 1383 en brandde het plat. In 1494 woedde er opnieuw brand, en in 1558 volgden plunderingen door de troepen van de Franse maarschalk de Thermes. 
In het begin van de Nederlandse Opstand kreeg Bergen tweemaal bezoek van beeldenstormers. Sint-Winoksbergen steunde net als de andere Vlaamse steden de Nederlandse Opstand. In 1583 werd de stad na een belegering door Alexander Farnese ingenomen en in puin gelegd. De Spaanse koning Filips II, liet Sint-Winoksbergen echter volledig heropbouwen, een daad die nog tot op heden sterk het uitzicht van de stad bepaalt. Sint-Winoksbergen had nog steeds een bestuurlijke en juridische functie, was een bloeiend geestelijk centrum en huisvestte een garnizoen. De vestiging van talrijke gegoede families in prachtige herenhuizen was er een gevolg van. De haven aan de Kolme kon toen veertig à vijftig schepen herbergen.
In 1658 veroverde Lodewijk XIV de stad, die na de Vrede van Aken in 1668, definitief bij Frankrijk werd gevoegd. De stad werd door de Fransen versterkt en in twee gebouwen werd een hospitaal ingericht met een capaciteit van 230 bedden. Onder Lodewijk XIV werd vervolgens Duinkerke uitgebouwd tot een grote marinebasis en havenstad, die Bergen in de komende eeuwen volledig zou overvleugelen.
De Franse Revolutie markeerde het begin van een economische ineenstorting, een voortdurende achteruitgang en een blijvende verarming. Alle kerkelijke instellingen werden afgeschaft en de meeste ervan gesloopt; buiten de graanhandel verdween er elke activiteit en in de door Duinkerke overschaduwde haven meerden nog nauwelijks schepen aan. Door de nabijheid van de Duinkerkse veste verloor het bovendien zijn eeuwenoud militair belang, waardoor de daarmee samenhangende functies een na een overbodig en dus afgeschaft werden.
Tijdens de Eerste Wereldoorlog teisterden langeafstandsgeschut en luchtbombardementen de gemeente. In het kader van de verdediging van haar grote concurrent Duinkerke was Bergen in 1940 het toneel van felle gevechten, artilleriebeschietingen en bombardementen die haar in het hart troffen. Toen op 2 juni van dat jaar een bres in de verdediging werd geslagen, was het stadje voor 60% verwoest. Het belfort, dat algemeen als het mooiste van Frankrijk beschouwd werd, werd op 16 september 1944 opgeblazen; pas in 1961 werd het herbouwd. De stad werd geëerd met het Franse Oorlogskruis 1914-1918 en 1939-1945.

### Heraldiek
Gedeeld: 1. in zilver een omgewende leeuw van sabel getongd van keel, wat de stad is; 2. in zilver een dwarsbalk van sabel, het vrijkwartier van goud met een leeuw van sabel en een zoom van keel, wat de kasselrij is.

## Geografie
De oppervlakte van Sint-Winoksbergen bedroeg op 1 januari 2022 1,32 vierkante kilometer; de bevolkingsdichtheid was toen 2.684,1 inwoners per km².

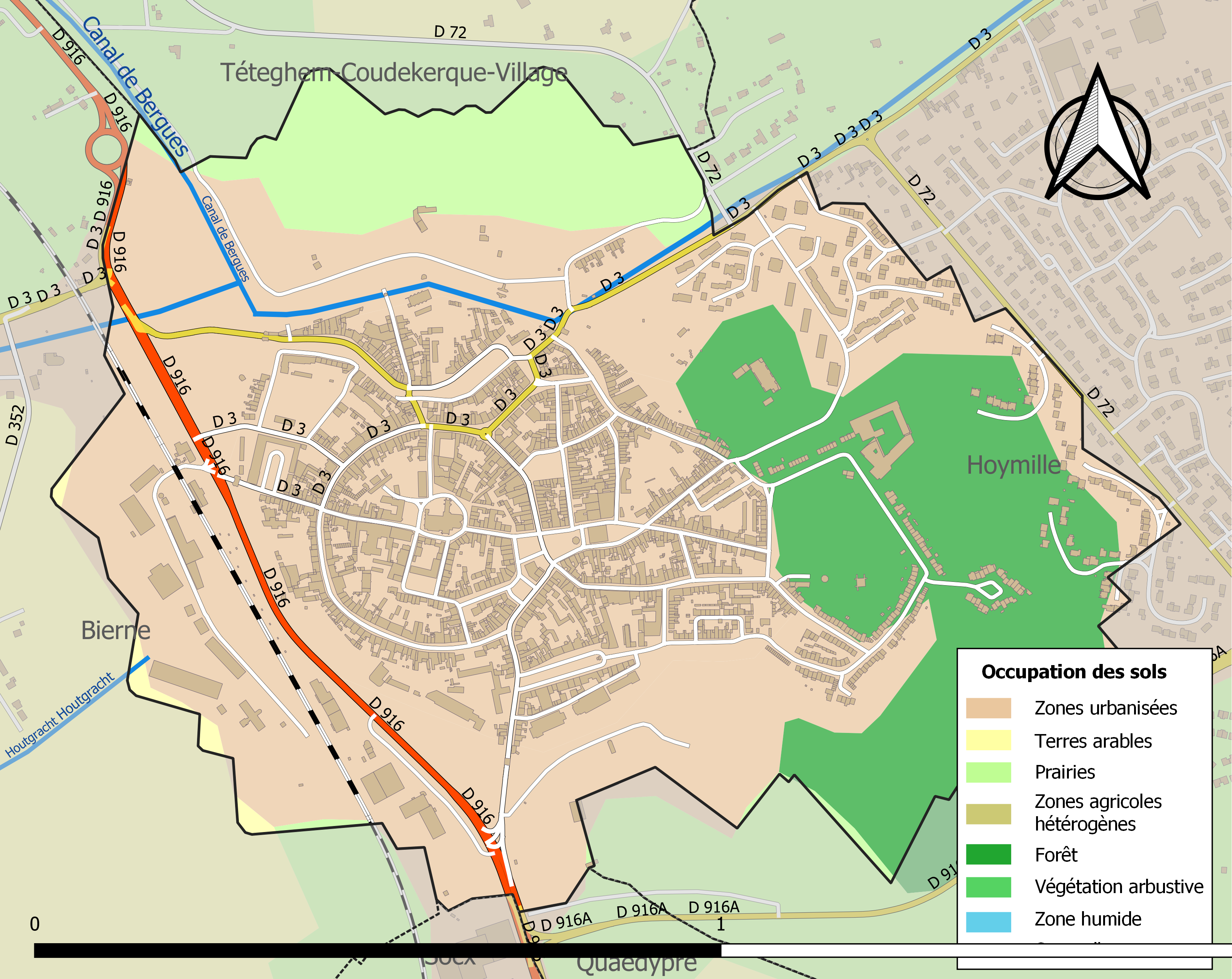
Kaart van de gemeente met belangrijkste infrastructuur, bodemgebruik en omliggende gemeenten

## Natuur en landschap
Sint-Winoksbergen ligt in het Blootland op een hoogte van 6 meter. De hoogte in de gemeente varieert van 0-22 meter. Sint-Winoksbergen ligt aan de Kolme, die hier overgaat van de Lage Kolme (Canal de la Basse Colme) in de Hoge Kolme (Canal de la Haute Colme). Bovendien splitst zich naar het noorden de Havendijk (Canal de Bergues) af, dat naar Duinkerke leidt.

## Demografie
Onderstaande figuur toont het verloop van het inwonertal (bron: INSEE-tellingen).

## Economie en infrastructuur
Tegenwoordig heeft Bergen slechts een geringe regionale betekenis, onder meer op gebied van onderwijs. In de nabijheid van de industrie-reus Duinkerke leeft men er tussen de talrijke monumenten, resten van een rijk verleden. De roeping van de stad ligt dan ook bij het toerisme, dat zich in de laatste jaren sterk ontwikkeld heeft. Het stadje ligt aan de A25 tussen Duinkerke en Rijsel. Sinds 1862 beschikt de stad over een spoorwegstation Bergues, in 2015 een station van regionaal belang met jaarlijks meer dan honderdduizend reizigers.

## Burgerlijk erfgoed

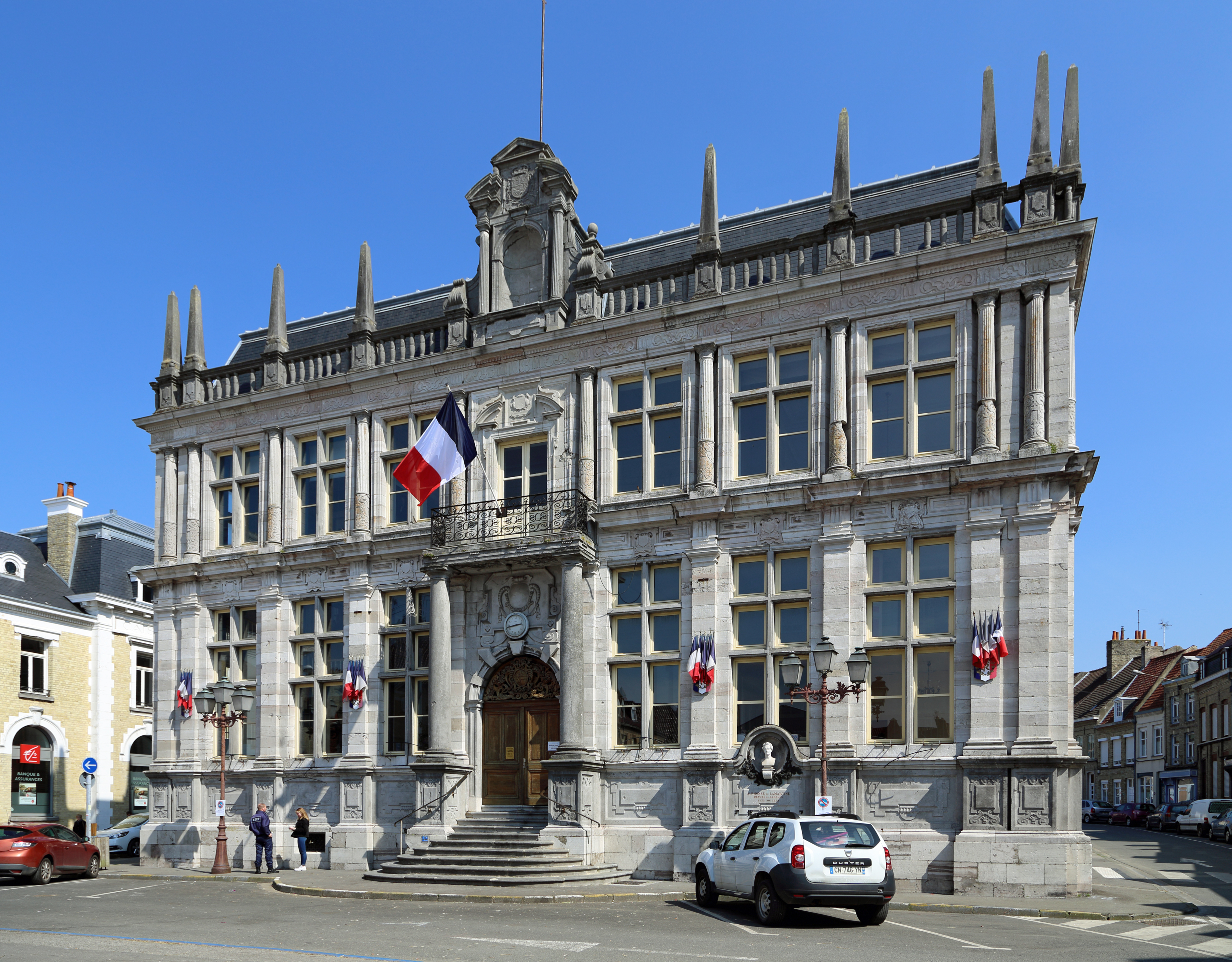
Het stadhuis van Sint-Winoksbergen

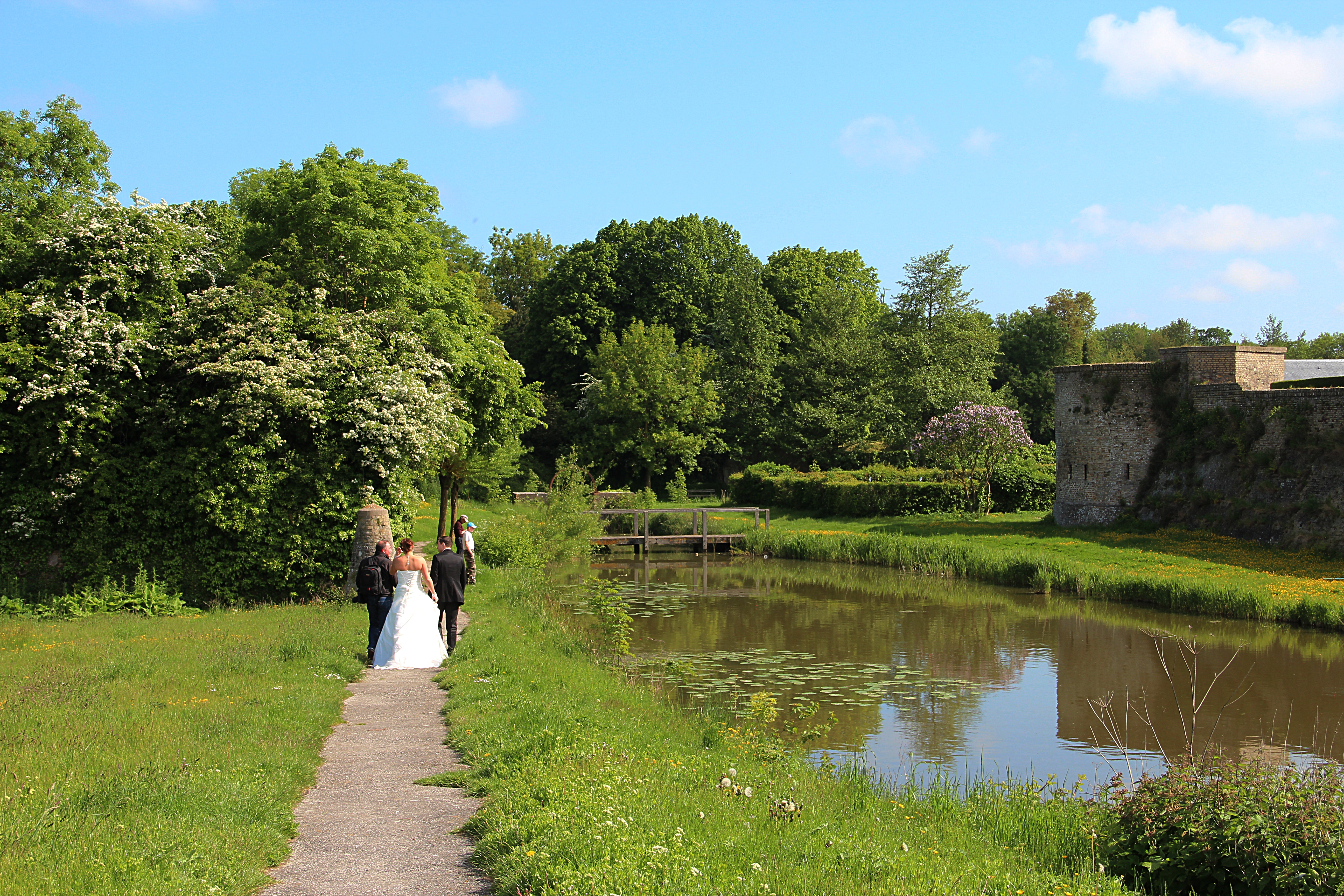
Deel van de verdedigingsgordel rond de stad

### Stadhuis
Tussen 1863 en 1871 bouwde de Bergense architect A. Outters het stadhuis, een min of meer getrouwe kopie van het Landhuis uit 1665, maar met een centrale ingang en een vierkante plattegrond, een voor Vlaanderen ongewone verhouding. De blauwmarmeren gevel staat enkele meters verder dan zijn in 1882 gesloopte voorganger en incorporeert er enkele oude bouwelementen van, waaronder het jaartal 1665 en het wapenschild van Filips IV van Spanje (1663).
Rechts bevindt zich onder het middelste benedenvenster het borstbeeld van de dichter Alphonse de Lamartine, volksvertegenwoordiger voor de Westhoek (Flandre maritime of Zee-Vlaanderen) in 1838 en 1839, na een eerdere mislukking in 1831. Het is overigens vooral dankzij zijn verwantschap met de invloedrijke handelaarsfamilie Coppens uit Hondschote dat hij verkozen raakte. Rechts van het stadhuis herinnert een gedenkplaat in de gevel van het "hôtel de la Tête d'Or" dat Lamartine er verbleef en er op 6 juli 1831 zijn Réponse à Némésis dichtte.

### Belfort
Tegenover het stadhuis staat het Belfort van Sint-Winoksbergen.

### Berg van Barmhartigheid
Nabij de Sint-Maartenskerk verrijst de indrukwekkende 'Mons Piétatis' of Berg van barmhartigheid die tussen 1629 en 1633 werd gebouwd door Wenceslas Coeberger. De "Berg van Charitate" was destijds een van de eerste vijftien openbare pandjeshuizen die in de Zuidelijke Nederlanden door de ingenieur-architect werden opgericht. Coeberger was ook verantwoordelijk voor de drooglegging en inpoldering van het oostelijk gelegen moerasgebied De Moeren. Heden herbergt het voormalige pandjeshuis het stadsarchief met de rijke bibliotheek van de Sint-Winoksabdij en sinds 1956 ook het Stedelijk Museum. Het eerste omvat heel wat verluchte manuscripten, waaronder de hagiografieën van de heiligen Winok, Oswald en Lewinna door de 11e-eeuwse monnik Drogo van Terwaan; het tweede is vooral een schilderijenmuseum, met werken van bekende en minder bekende Vlaamse, Franse en Italiaanse meesters, maar ook met kunstschatten uit de abdij, souvenirs uit de lokale historie en een ornithologische collectie.

### Vlaamse bouwkunst
Tot de traditionele Vlaamse bouwkunst behoren 13 gevels van de 16e en de 17e eeuw. 

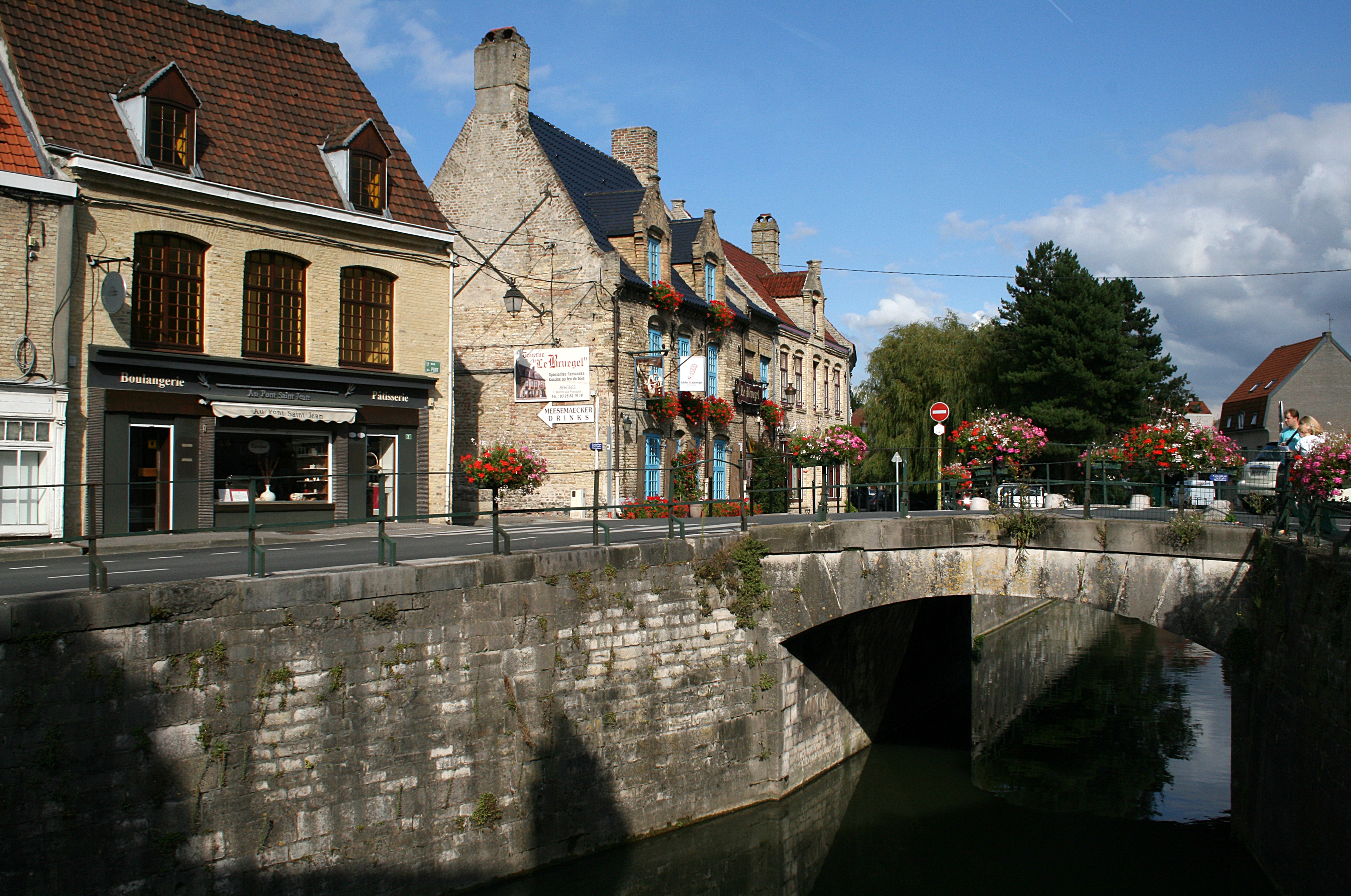
Binnenstad langs de Kolme. Het gebouw met de blauw geschilderde luiken is een taverne uit de 16e eeuw

 De oudste bevinden zich aan de rue des Dames (1599), de rue des Pompes (1596) en de marché aux Fromages (1597). In hun bakstenen gevels zijn de deur- en vensteropeningen in nissen geplaatst, ze tellen een of twee bouwlagen en hun zadeldaken zijn gevat tussen zijgevels eindigend op trappen of vlechtingen. 
De 18e eeuw heeft in Sint-Winoksbergen drie types gevels nagelaten. De pilastergevels komen voor bij de statige herenhuizen, in een 15-tal straten van het centrum verspreid. Sterk aanverwant zijn de travee-nissengevels. Hier zijn vensters en deuren geplaatst in doorlopende nissen die aan de gevel een strakke gevelindeling verlenen. Spiegels, cartouches met jaartal of gebeeldhouwde panelen zorgen voor de versiering. De vlakke lijstgevels met omlijste vensters, vormen het derde type.
Aan de binnenhaven is elke bedrijvigheid verdwenen. De opbloei van Duinkerke en de landinwaartse ligging van Bergen hebben ze overbodig gemaakt. Een Sint-Jorispoort naar de kaaien werd in 1915 door een bominslag vernield. Ook langs de kaaien van de Kolme valt er geen activiteit meer te bespeuren. Typisch voor dit binnenhaventje is de zogenaamde Hondschootentrap aan het einde van de Kaasmarkt (marché aux Fromages), de aanlegplaats van de tuinbouwers uit het aanpalende Hooimille (Hoymille) die er met hun “scuten” verse groenten aanvoerden

## Militair erfgoed

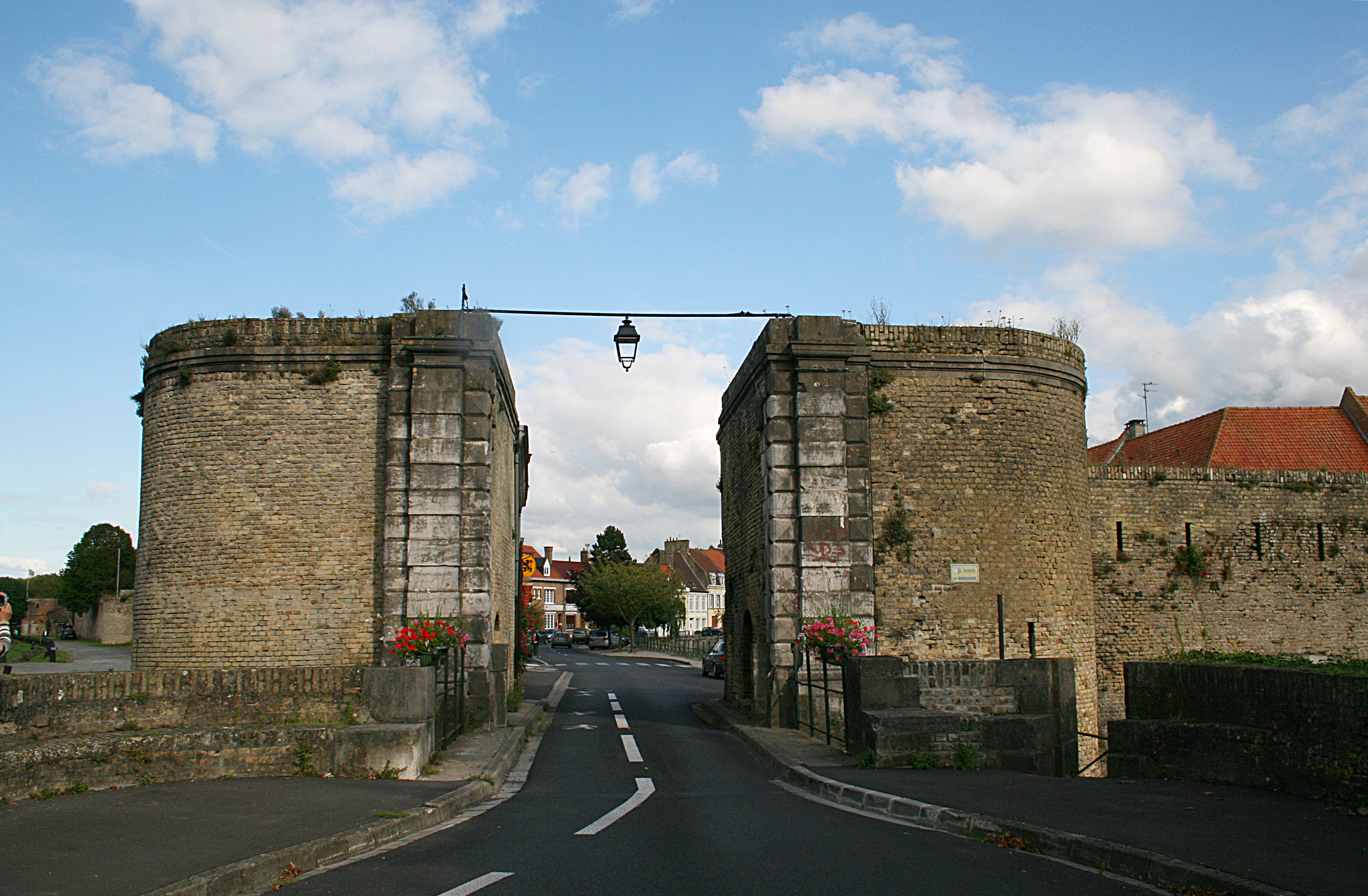
Duinkerkepoort (15e eeuw en 1679)

Na de aanhechting bij Frankrijk door de Vrede van Aken in 1668 en de daaropvolgende uitbouw van de fortificaties onder leiding van Vauban (1672-1692), kregen de 5300m lange vestingen van Bergen nooit de kans hun degelijkheid te bewijzen. Ze bleven behouden maar raakten in verval en vormen nu een der best bewaarde vestingbouwkundige bezienswaardigheden van Frans-Vlaanderen. Ze weerspiegelen op treffende wijze een door de eeuwen heen evoluerende militaire bouwkunst, van de 13e à 15e-eeuwse hoge, van torens voorziene stadsmuur tot de ingewikkelde, trapsgewijze aangelegde verdedigingswerken, waar de belegerden de vijand konden gadeslaan zonder zelf gezien te worden.

### Middeleeuwse stadsmuren met poorten en torens
Van de middeleeuwse stadsmuur bleven delen bewaard aan de noordzijde van de stad. Bij de haven vinden we aan het einde van de Noordmolenstraat (rue de la Quai) de zogenaamde Kaaitoren (nu Tour Guy de Dampierre), waarvan de basis 13e-eeuws (1286) zou zijn. Van de zuidelijke stadsmuur ter hoogte van de Kasselpoort is de zogenaamde Roo Torre (vanwege haar rode bakstenen; nu Tour des Couleuvriniers) de meest bekende. En wat verder vinden we aan het einde van de Potteriestraete (Marché aux bestiaux) de Berghpoorte, met aanpalend een muur met drie halfronde torens uit het eerste kwart van de 15e eeuw.
Merkwaardige elementen in de stadsmuur zijn de bakstenen Neckerstorre (1418, door de Bourgondiërs gebouwd) die de toegang van een zijkanaal naar de voormalige burchtwal beschermde. Verder zijn ook alle stadspoorten min of meer ongeschonden bewaard. Van de Duinkerkse Poort blijven de rechtstanden bewaard, met ernaast de overbrugde ingang van de Kolme, aan de westzijde voorzien van een weermuur met schietgaten. De doorgang op het water kon er met een zwaar ijzeren hek afgesloten worden. De westelijke Bierenpoort (1585) tegenover het station heeft een rondbogige doorgang tussen twee halfronde torens, met erbovenop een stenen wachthuisje. 

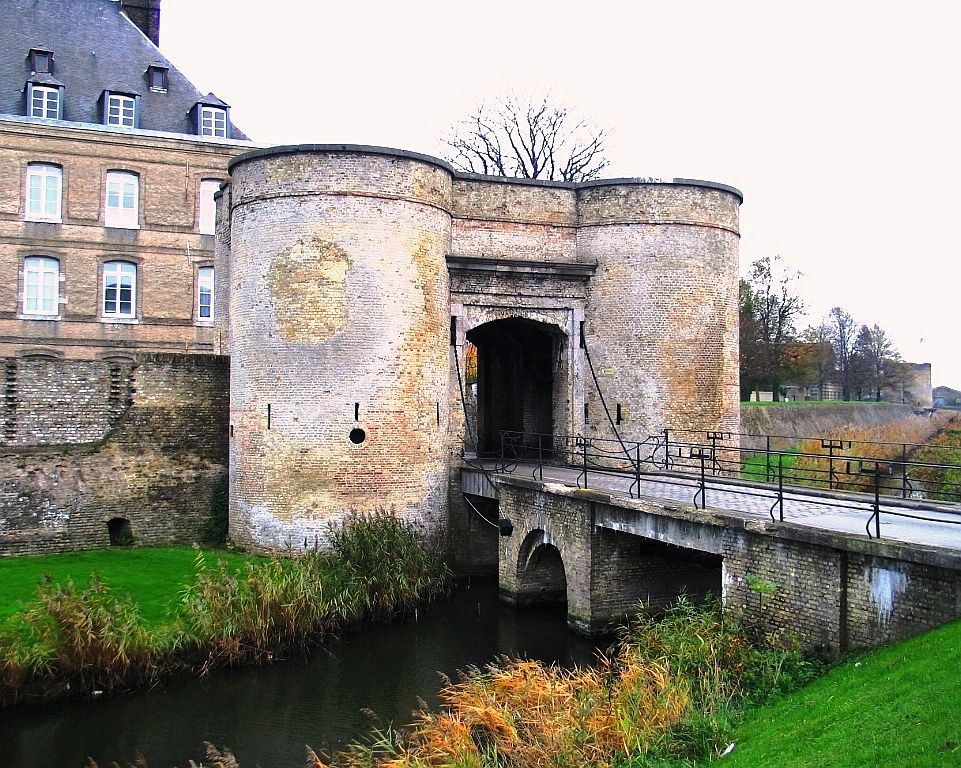
Bierensepoort uit 1585

Maar veruit de bekendste is de door Vauban gebouwde Kasselpoort, waartoe eertijds een valbrug toegang gaf. Oude foto's ervan tonen wat tot voor kort op de poort zelf nauwelijks nog te onderscheiden viel : de eveneens door Van Brouckhorst gebeeldhouwde krijgstaferelen. Waarschijnlijk is het juist dát onderwerp geweest dat de Duitse bezetters ten tijde van de Tweede Wereldoorlog zo erg heeft dwarsgezeten dat ze het reliëf onherkenbaar verminkten door het te beschieten. De zon, in de timpaan erboven daarentegen bleef echter bijna onberoerd.

### Bastions en kroonwerken vanaf 16de eeuw
Ten westen van de Kasselpoort herkennen we de gracht, de stadsmuur en een bastion uit de eerste helft van de 17e eeuw. In de oostelijke stadshelft zijn de fortificaties van Vauban uit het laatste derde van de 17e eeuw het best bewaard. Achter de Groenenberg bevinden zich het St.-Winoksbastion, het Koninklijk Bastion (nu place Charles De Croocq) en het Sint-Pietersbastion, aangelegd ter hoogte van de oude Burrewal. Ze zijn door halve manen versterkt en beveiligd met aarden wallen, grachten en vooruitgeschoven zelfstandige werken. Ten zuiden en ten noorden van dit Kroonwerk van Sint-Winok liggen in de volkstuintjes resten van halve manen. Ten noorden van de stad liggen 's-Koningswerken, een kroonwerk van twee gebastionneerde fronten, beschermd met een hoofdgracht (le Canal du Roi), ravelijnen (nu een vogelreservaat), en een voorgracht (le Canal des Crevettes). Het is tegenwoordig een sportcentrum. Van het Kroonwerk van Bieren, ten westen van de spoorlijn, bleven de aarden wallen en een gracht bewaard. Voor de Kasselpoort liggen de resten van een ravelijn.
Van de militaire gebouwen in de stad zijn er een drietal het vermelden waard. Kazematten of bomvrije schuilplaatsen bevinden zich aan het Sint-Pietersbastion (avenue du Général de Gaulle). Ze zijn met aarde bedekt en geven uit op een binnenpleintje, bereikbaar door een poterne of overdekte doorgang. Een waterreservoir werd in 1724-1725 gebouwd in de rue de la Gare. Het bevatte water voor een langdurig beleg of een grote droogte en was met een hoog dak bedekt. Het natuurstenen bekken met toegangstrap en pomp bleef behouden, maar de overkapping ging tijdens de bombardementen van 1940 verloren. Van de twee kazernes bleef er een bewaard, nl. het kwartier Thémines bij de Bierenpoort. Van deze infanteriekazerne, gebouwd op de plaats van een oudere uit 1666, werd de eerste steen gelegd in mei 1732. Het complex, in 1736 voltooid, is nu een woonblok.

## Kerkelijk erfgoed

### Sint-Maartenskerk
Onder impuls van graaf van Vlaanderen Boudewijn II de Kale werd de reeds bestaande eerste parochiekerk van 'Bergas', gelegen in inferioribus partibus burgi Bergensis en gewijd aan de heilige Martinus van Tours, in 891 omgevormd tot een weerkerk (castrale kapel) in honore sanctorum confessorum Martini atque Winnoci bestuurd door een kapittel van seculiere kanunniken. Om de kapittelkerk meer prestige en faam te geven, liet hij in 899 of 900 het stoffelijk overschot van de Heilige Winok overbrengen van Sint-Omaars naar de Sint-Maartenskerk. De overdracht (translatio) van dit kostbare relikwie en de schenking van materiële rijkdommen en lucratieve privileges naar de oudste kerkelijke site van de nederzetting verstrekte zowel de stad als het graafschap bijkomende militaire en spirituele macht, die noodzakelijk werd geacht om de Noormannen af te weren.
Het bedehuis werd in 1383 in de stadsbrand vernield door troepen van de Franse koning Karel VI, en vanaf het einde van de 14e eeuw hersteld met de opbrengst van een bijzondere belasting. In juli 1558 werd kerk geplunderd en beschadigd door Franse soldaten op bevel van maarschalk Paul de Thermes. In augustus 1566 en 1578 werd kerk opnieuw leeggeroofd, ditmaal door de Geuzen, en in 1583 herleidden de Spaanse troepen van Alexander Farnese de gedeeltelijk heropgebouwde kerk opnieuw tot een ruïne. Op instigatie van Filips II van Spanje werd vanaf 1586 op dezelfde plaats begonnen met de bouw van een gloednieuwe kerk. Deze werd voltooid in 1611 hoewel het meubilair nog ontbrak. Het ging om een driebeukige hallenkerk in Vlaamse laatgotische stijl met drie aparte zadeldaken, een transept, een rijkelijk versierd interieur en een kruisribgewelf gesteund op zuilen in korinthische stijl. Naar aanleiding van de millenniumfeesten van de Heilige Winok werden in 1897, naar de plannen van Paul Destombes, het koor en de westelijke voorgevel herwerkt in neogotische stijl.  
Zoals zoveel andere kerken zag ook de Sint-Martinus in 1789 haar inboedel en kunstschatten door de Franse Revolutionairen geroofd en openbaar verkocht. In mei 1940 werd de kerk opnieuw getroffen door een grote brand, ditmaal ten gevolge van Duitse bombardementen tijdens Operatie Dynamo. Wat er van de toren restte, werd in '44 door de terugtrekkende Duitsers opgeblazen. Tot aan de evacuatie van het meubilair in 1939 herbergde de Sint-Maartenskerk nog een aantal zeventiende-eeuwse schilderijen van enkele Vlaamse barokschilders zoals Jan van Rijn (Jean de Reyn), Robert van den Hoecke en de Italiaan Guido Reni. Veel van deze kunstschatten bevinden zich thans in het Stedelijk Musée du Mont-de Piété.    
De huidige kerk werd op dezelfde plaats heropgebouwd in de periode 1955-1959, maar vanwege al te krappe staatstoelagen kon architect Paul Gélis slechts één en een halve van de geplande drie beuken realiseren. De oorspronkelijke noordelijke beuk is nagenoeg volledig verdwenen, op enkele geruïneerde muren van het chevet (thans rond een herdenkingstuin) na. Omdat de nieuw gebouwde toren hierdoor los van de kerk kwam te staan, werd deze door middel van een galerij met het nieuwe transept van de heropgebouwde zuidelijke beuk (thans de hoofdbeuk) verbonden. De eveneens vernielde middenbeuk werd herbouwd tot een smalle (noordelijke) zijbeuk bedekt met vier lagere en één hoog zadeldak. Van de historische kerk uit 1595 zijn enkel het zuidelijke portaal (sinds 1959 het hoofdportaal), de zuidelijke dwarsarm van het transept en het chevet in eenvoudig gerestaureerde vorm bewaard gebleven. De gevelspits van deze dwarsarm werd in 1907 beschermd als historisch erfgoed.
In het nieuwe, sobere interieur accentueren de geel-oranje gebrandschilderde glasramen van Max Ingrand nog eens de okerkleurige muur van de streekeigen lichtgele baksteen. De hedendaagse kruisweg in keramiek op de muur afgebeeld in bas-reliëf is van Jeanne Champillou uit Orléans.

### De ruïnes van de abdij van Sint-Winoksbergen
Op zijn evangelisatieronde in deze regio kwam Sint-Winok hier voorbij. Vanaf 1022 lieten de graven van Vlaanderen een benedictijnerabdij bouwen op de plaats waar de Heilige ooit was geweest. Zijn relieken moesten hier worden bewaard en hij moest er worden vereerd. De abdij werd gebouwd helemaal boven op de top van de « Groenberg », een heuvel van 22 meter hoog. Deze Groenberg zal meer dan achthonderd jaar eigendom zijn van deze religieuze gemeenschap. Op de site zijn nu nog twee opvallende torens te zien :
De Bloktorre (Tour Carrée), gebouwd op het kruispunt van het transept en het koor van de oude kerk. Het is de oudste constructie van de stad. En de Piektorre (Tour Pointue) aan de ingang van de abdijkerk. Het schip bevond zich – verdeeld in 7 traveeën – van de ene toren tot de volgende. Het koor strekte zich uit tot dertig meter voorbij de Bloktorre. Het schip en het transept waren Romaans van stijl, het koor werd in 1290 helemaal herbouwd in gotische stijl. De abdij van Sint-Winok was het eerste gotische bouwwerk van de regio. In de loop van de eeuwen heeft de abdij zijn deel van tegenslagen gekend : oorlogen en branden hebben meer dan eens lelijk huisgehouden. Na grote branden in 1083 en 1123 werd de kerk geplunderd door geuzen in 1566.
Aan de vooravond van de Franse Revolutie is de abdij van Sint-Winok een begrip. Er verblijven dan 25 monniken die een goede relatie hebben met de bevolking. De regel van Benedictus werd hier goed nageleefd. Tijdens de Franse Revolutie werden de monniken van de heuvel verjaagd en werd de heuvel het militair oefenterrein "Champ de Mars" van de Nationale Garde.
De Bloktorre en de Piektorre zijn de laatste getuigen van die bijzondere abdij van Sint-Winok en dit vooral omdat zij als baken dienden voor de schepen die het zeegat van Duinkerke wilden binnenvaren. In 1812 is de Piektorre ingestort, na de afbraak van de kerk had die geen houvast meer. Het ministerie van de Marine liet de toren herbouwen. De Porte de Marbre (Marmeren Poort), oorspronkelijk de toegang tot het huis van de abt, werd verplaatst en vormt vandaag de ingang tot het stadspark "Champ de Mars".

### Overige
Het Seminarie De Cupere, ook als "Groot Seminarie" bekend, aan de Berghstraete, dankt men aan ridder Pieter VII (Pierre) De Cupere (1533-1613), de griffier-raadspensionaris van Sint-Winoksbergen en de kasselrij Broekburg. Op de gronden van het oude Sint-Jacobsgasthuis stichtte hij er in 1583 samen met zijn echtgenote een pensionaat voor arme leerlingen. In het seminarie studeerden veertig arme, maar begaafde kinderen, die door de notabelen uit Zee-Vlaanderen werden aanbevolen, met behulp van een beurs ter waarde van 4000 livres (Franse pond) van de stichting De Cupere onder meer Grieks, Latijn en aardrijkskunde. Dankzij het mecenaat en de nalatenschap van De Cupere konden ook scholieren uit arme milieus zich voorbereiden op een latere opleiding in de rechtspraak, filosofie en theologie. In maart 1793 werd het seminarie bij wet genationaliseerd door de Franse Revolutionairen. De gebouwen uit 1604 aan de huidige rue du Séminaire, stonden op de plaats van de huidige Broederschool, waarvan de 19e-eeuwse constructie nog een originele rondboogportaal met pilasters en driehoekig fronton incorporeert.
In de Zuidstraat (rue M. Cornette) nr. 12 herkent men een gevel met tudornissen, centrale dakkapel en een zadeldak tussen twee trapgevels. Dit 17e-eeuwse woonhuis was ooit de zetel van de Proosdij van Sint-Donaas in Brugge in Brugge, een belangrijke heerlijkheid waarvan in de kasselrij Bergen lenen en goederen afhingen in een 9-tal dorpen. Uit die domeinen werden dan inkomsten gehaald ten voordele van de bisschop van Brugge.

## Trivia
In het voorjaar van 2008 kreeg de stad grote bekendheid dankzij de succesvolle film Bienvenue chez les Ch'tis van regisseur en acteur Dany Boon. In de film wordt overigens slechts één zin Vlaams gesproken; het Ch'ti hoort historisch gezien niet in deze Frans-Vlaamse stad thuis.

## Galerij

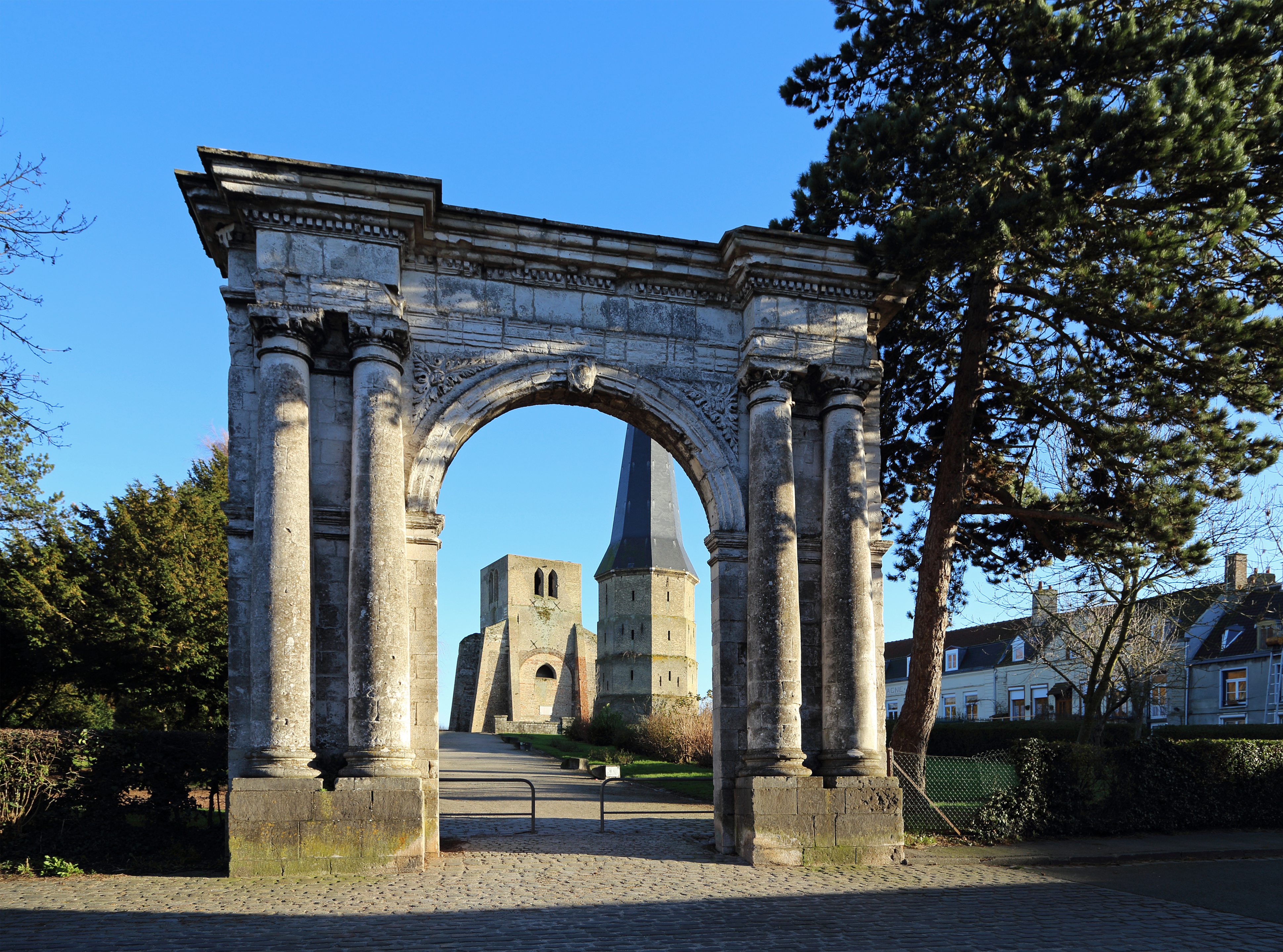
De "Marmeren Poort", hoofdingang van de voormalige Sint-Winoksabdij
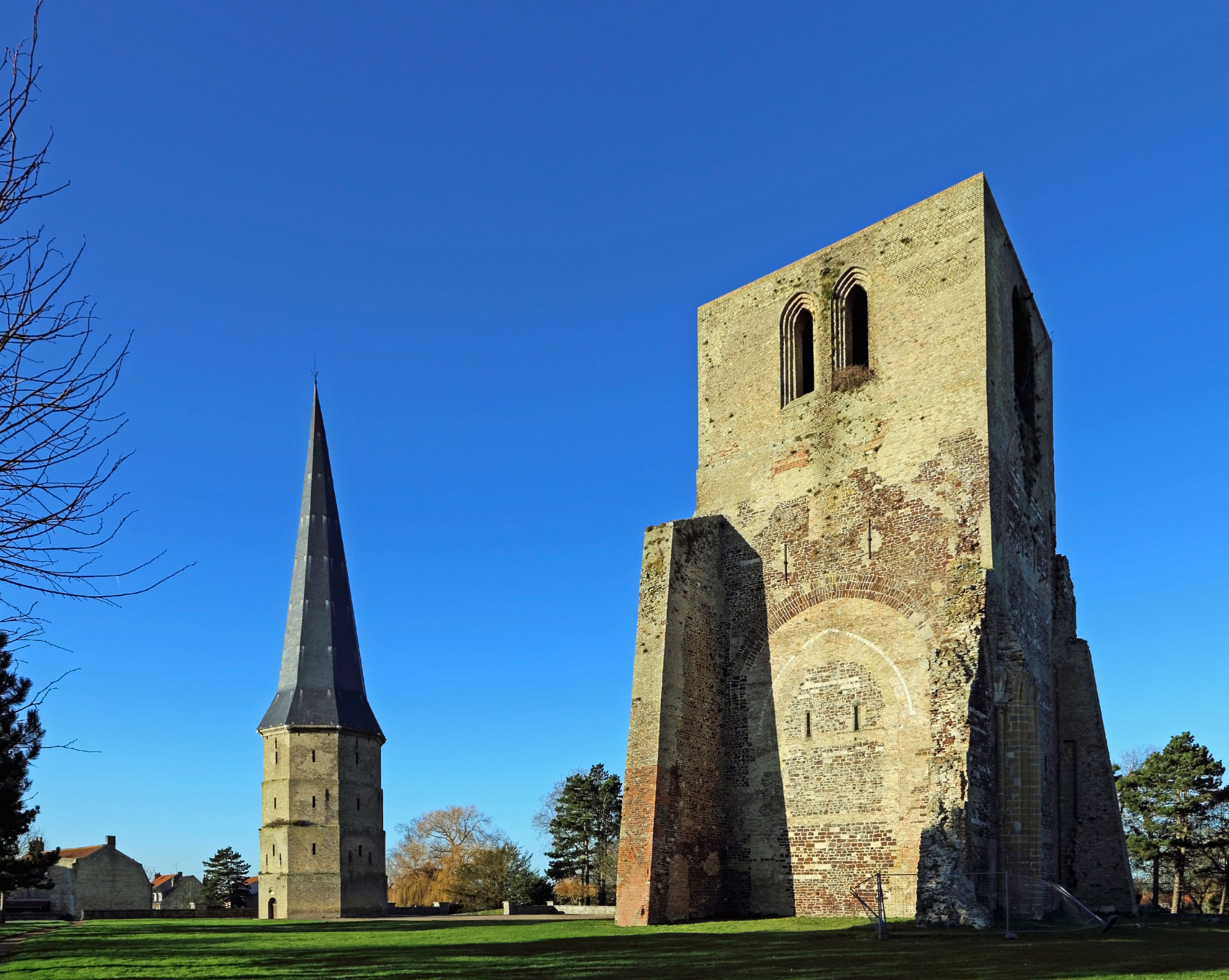
De beide torens van de voormalige Sint-Winoksabdij
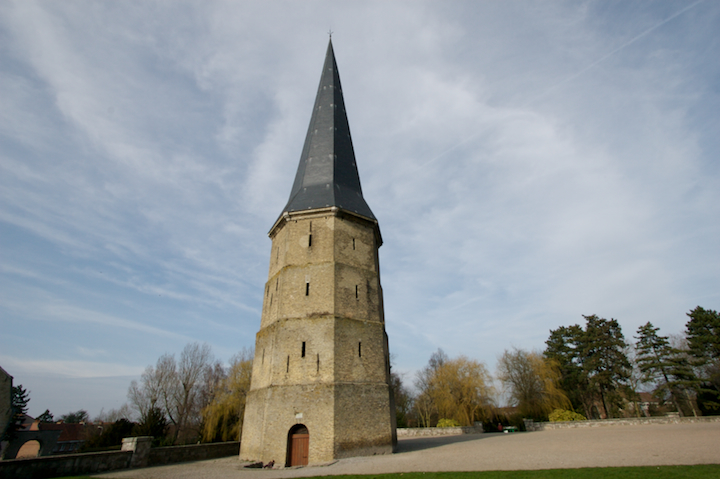
De zogenaamde 'Spitse Toren' van de Sint-Winoksabdij
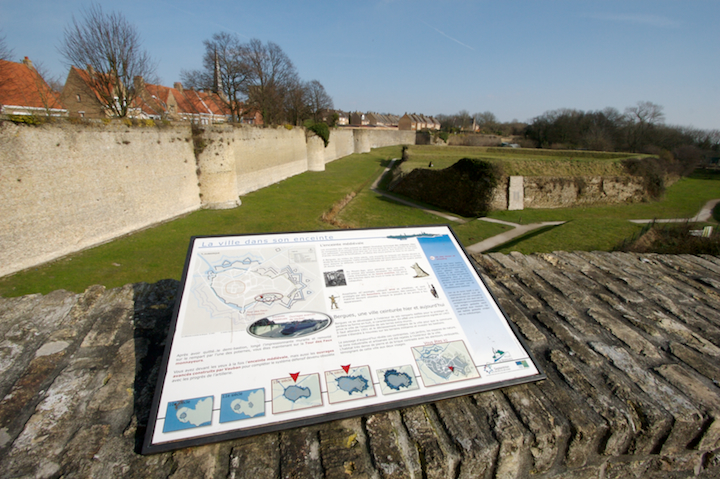
De stadswallen
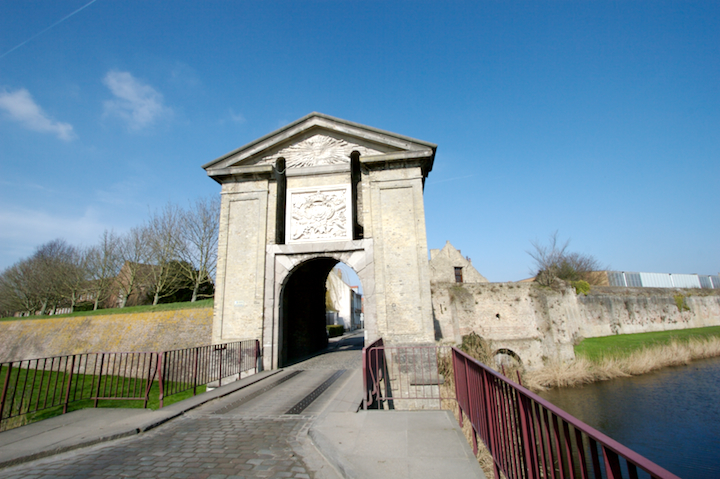
De Kasselpoort
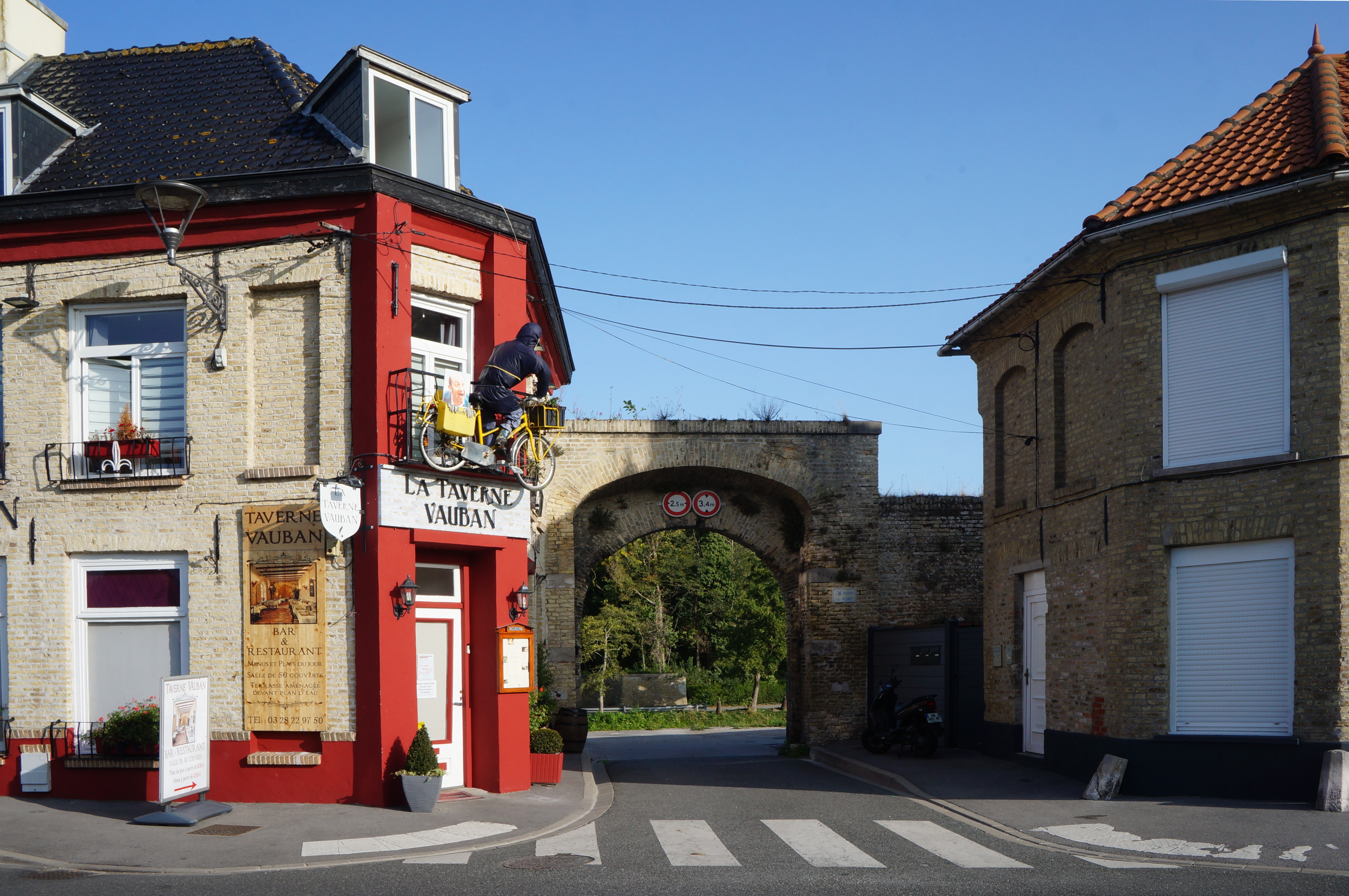
Havenpoort, en taverne "Vauban"
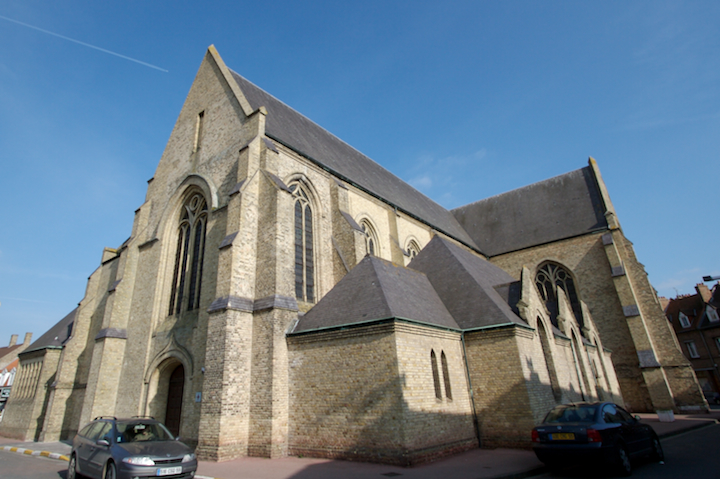
Kerk
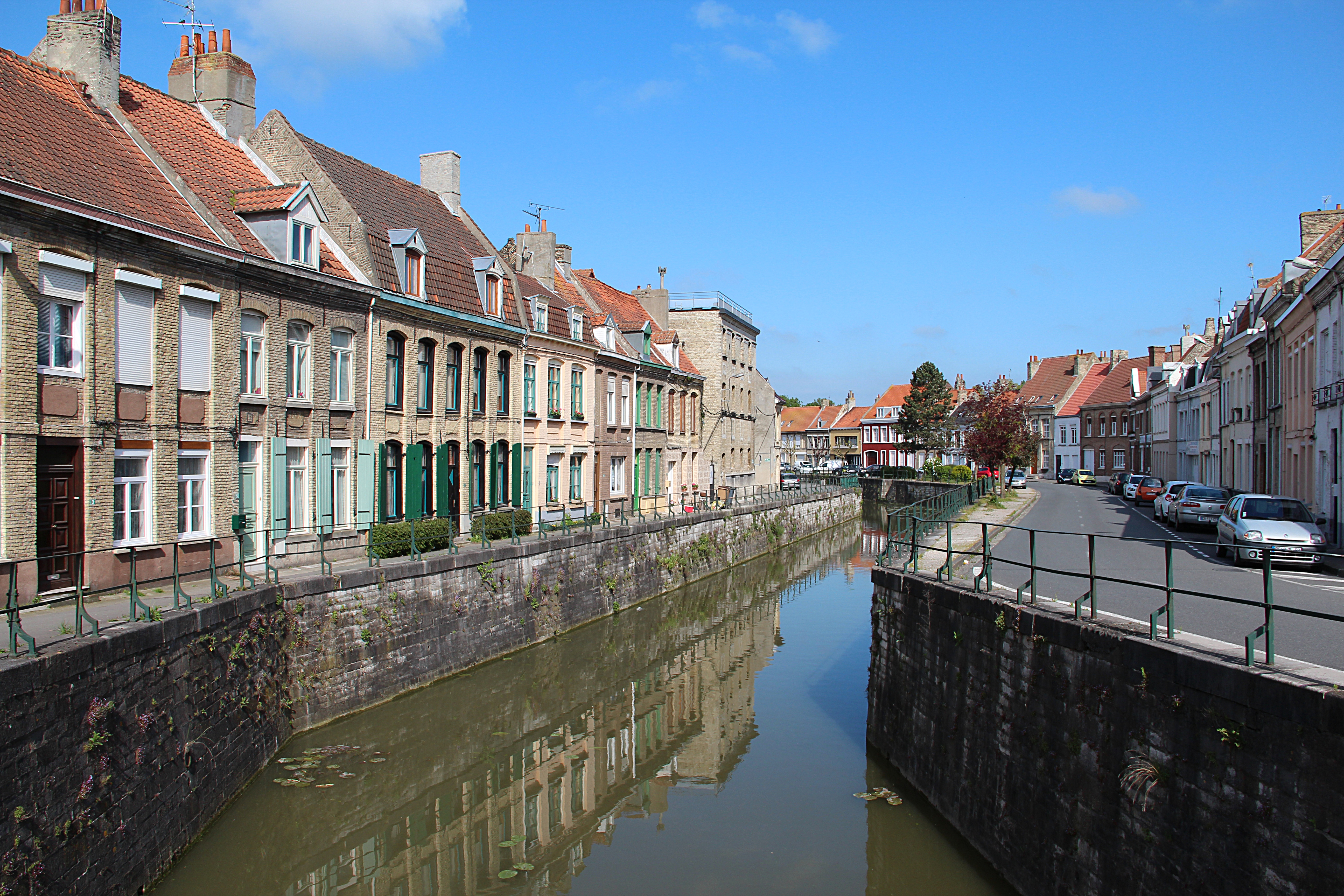
Langs de Havendijk
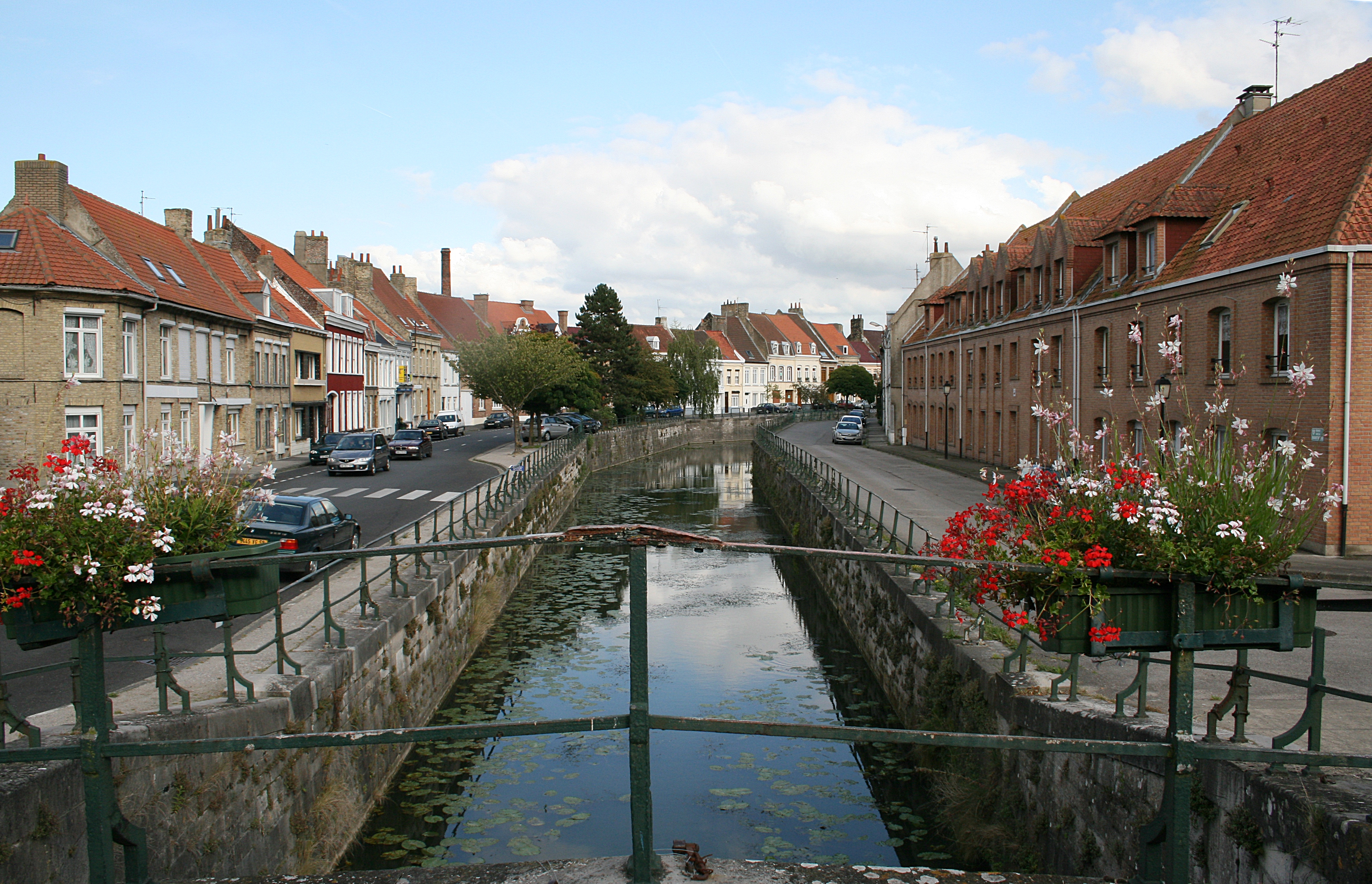
Rue du Port en Quai de la Manutention
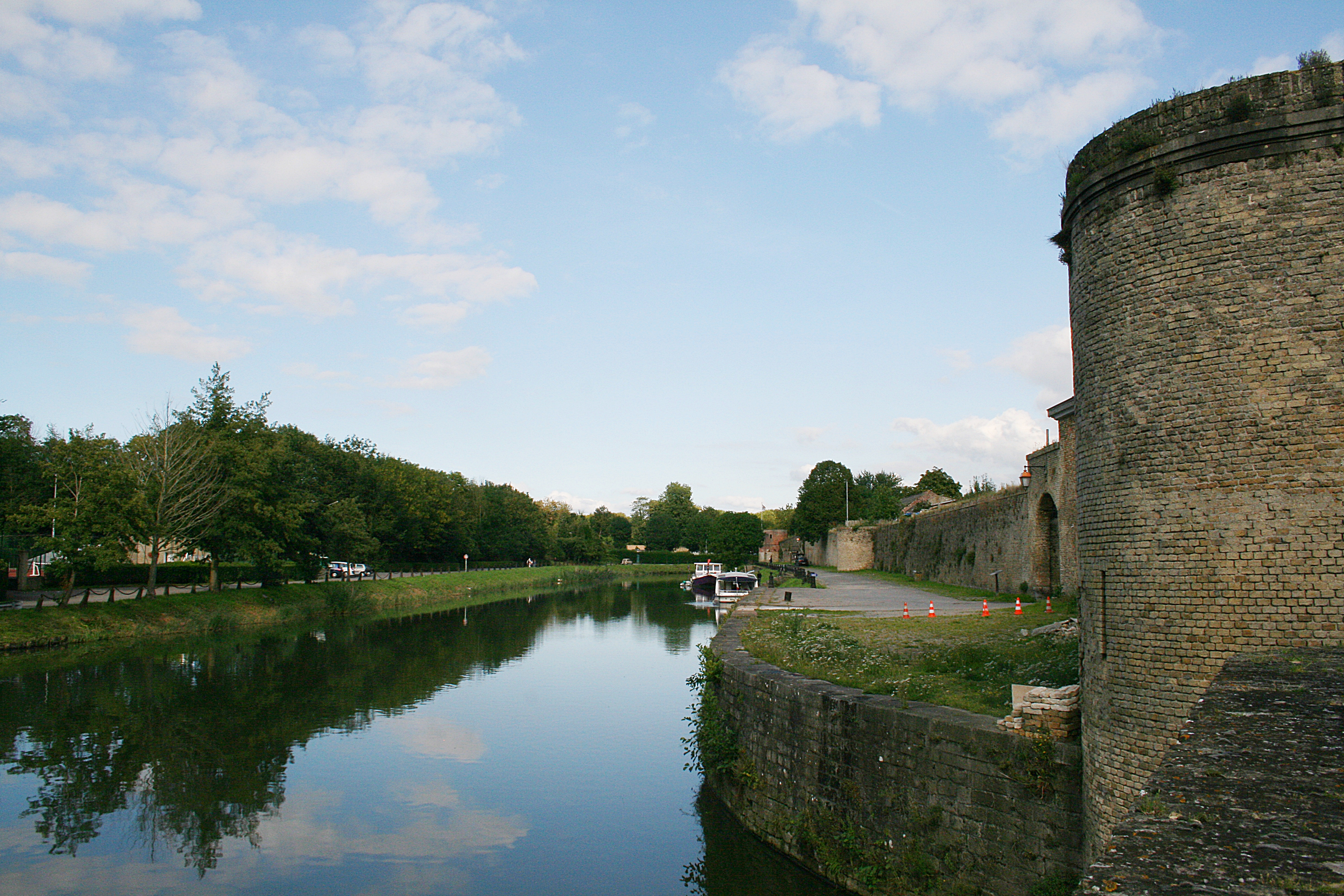
De Havendijk langs de wallen
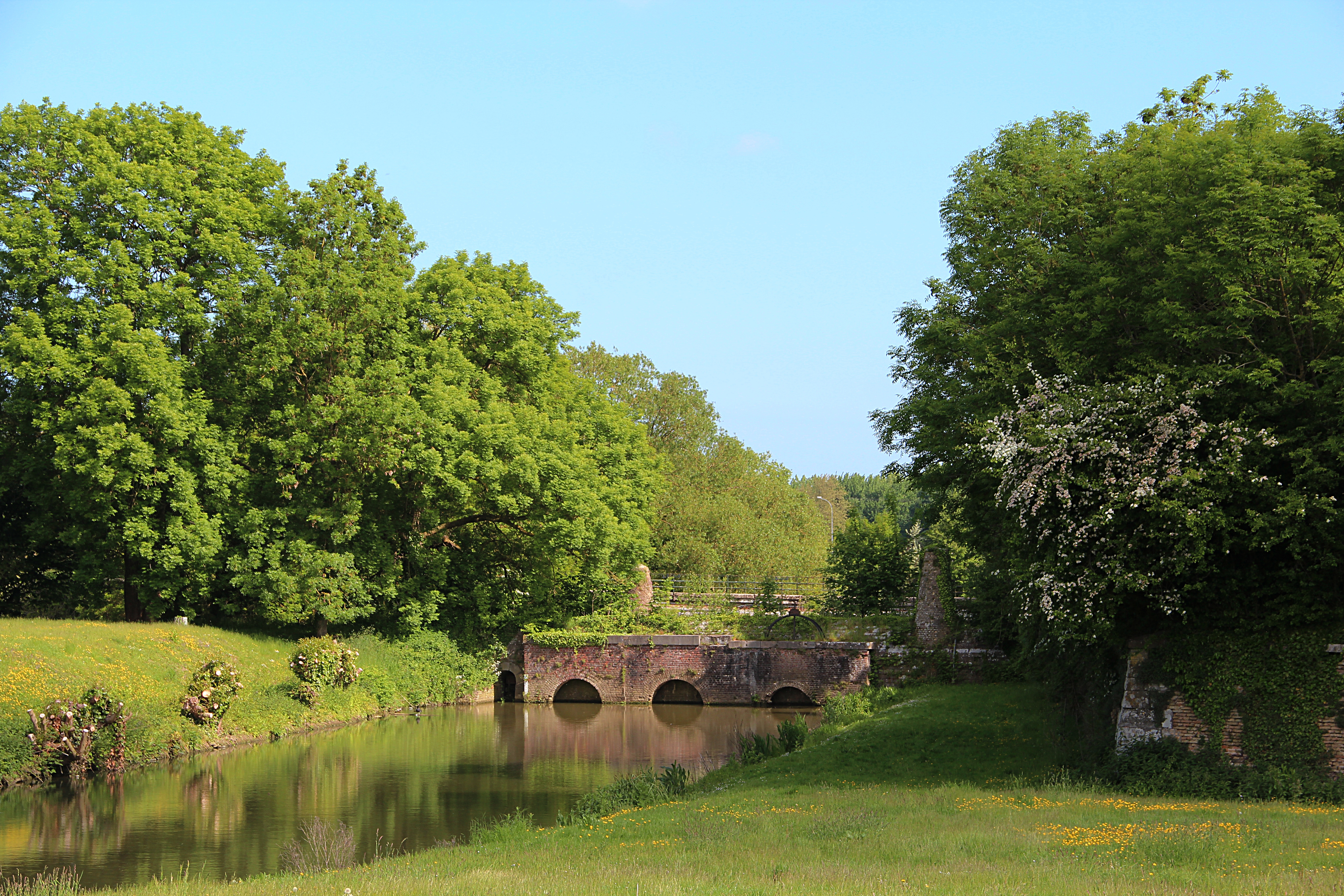
De grachten die grenzen aan de noordwestelijke wallen

## Nabijgelegen kernen
Hooimille, Koudekerke-Dorp (Coudekerque), Kapelle (Capelle-le-Grande), Bieren, Soks